# Sándor János (politikus)
Csíkszentmihályi Sándor János (Marosvásárhely, 1860. november 14. – Budapest, 1922. július 16.) politikus, főispán, belügyminiszter.

## Életpályája
Id. Sándor János nagybirtokos, királyi ítélőtáblai bíró és nagyajtai Lázár Emilia fia. A gimnáziumi tanulmányoknak szülővárosában való elvégzése és az érettséginek az ottani főgimnáziumban való letétele után előbb katonai pályára készült a bécsi katonai műszaki akadémián, majd szülei kívánságára jogot végzett és államvizsgát tett a budapesti egyetemen. Később külföldi tanulmányútra kelt, különösen a gyakorlati közigazgatás megismerése céljából. Az önkéntesi évet a budapesti 2. sz. huszárezrednél leszolgálván, tartalékos hadnagy lett. A közigazgatás szolgálatába 1882-ben lépett, mint közigazgatási gyakornok Maros-Torda megyében; majd 1883-ban Torda-Aranyos vármegyében tiszteletbeli szolgabíró, később ugyanitt főispáni titkár lett. 1889-ben ugyancsak Torda-Aranyos megyében alispánnak választották meg. 1891-ben Kis-Küküllő vármegye főispánjává neveztetett ki, mely minőségben 1902 tavaszáig szolgált. Időközben előbb ideiglenes minőségben Maros-Torda megye és Marosvásárhely város főispáni teendőit is teljesítette, majd 1901-ben véglegesen e törvényhatóságok főispánjává is kineveztetett. 12 éves főispáni működése idején törvényhatóságainak társadalmi, közgazdasági és kulturális életében mint vezető tényező nagy tevékenységet fejtett ki. Széll Kálmán miniszterelnök mint belügyminiszter a belügyminisztériumban szervezett kodifikáló-osztály kültagjává nevezte ki, mely minőségben az összes közigazgatási reformok előkészítésében állandóan részt vett. Ugyancsak a Széll-kormány idején a földmívelési minisztérium által fölállított székelyföldi kirendeltség vezetésével is megbízatott. Az erdélyi római katholikus status igazgatótanácsának tagja volt. 1903. november 14-én a belügyminisztérium politikai államtitkárává neveztetett ki. Ő felsége tízéves főispáni működésének betöltése alkalmával (1902.) a Lipót-rend lovagkeresztjével tüntette ki. Az 1901-1905-ös országgyűlésen a nagyszöllősi kerületet képviselte. Az 1905. évi általános választások alkalmával úgy a nagyszőllősi, mint a marosvásárhelyi I. kerület képviselőjévé választotta. A belügyminisztériumban politikai államtitkár volt 1903 és 1905 között. 1913. június 10-től 1917. június 15-ig a második Tisza-kormány belügyminisztere volt.
Sógorság és politikai barátság fűzte Tisza Istvánhoz.  1891-ben feleségül vette Tisza Annát (1862–1918), akivel a mezőkapusi udvarházukba költöztek, és a földszintes épületet kastéllyá alakították át, Pákey Lajos tervei alapján. A kastély ekkor kapta eklektikus formáját, amely ma is látható. Az 1948-as államosítás óta idősek otthona működik a kastélyban.
Országgyűlési beszédei a Naplókban vannak.